# Pentanchidae
Famille
Les Pentanchidae forment une famille de requins de l'ordre des Carcharhiniformes. La plupart des espèces de cette famille sont abyssales. 

## Controverses taxinomiques
La validité de cette famille est remise en cause par certaines autorités taxinomiques, et elle n'est pas reconnue par certains organismes comme ITIS ou FishBase, qui préfèrent ranger ses genres dans d'autres familles comme celle des Scyliorhinidae.

## Liste des genres
Selon World Register of Marine Species (1 février 2016) :
- genre Apristurus Garman, 1913
- genre Asymbolus Whitley, 1939
- genre Cephalurus Bigelow & Schroeder, 1941
- genre Galeus Rafinesque, 1810
- genre Halaelurus Gill, 1862
- genre Holohalaelurus Fowler, 1934
- genre Parmaturus Garman, 1906
- genre Pentanchus Smith & Radcliffe, 1912 -- 5 espèces

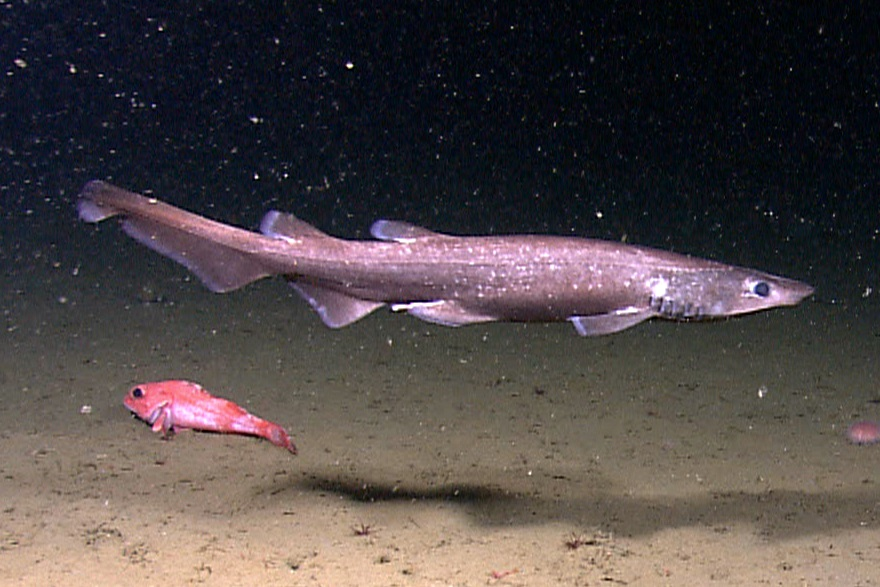
Apristurus laurussonii
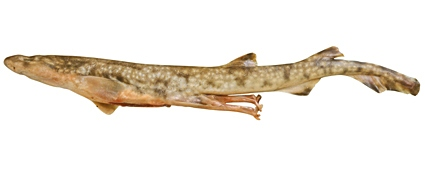
Asymbolus vincenti
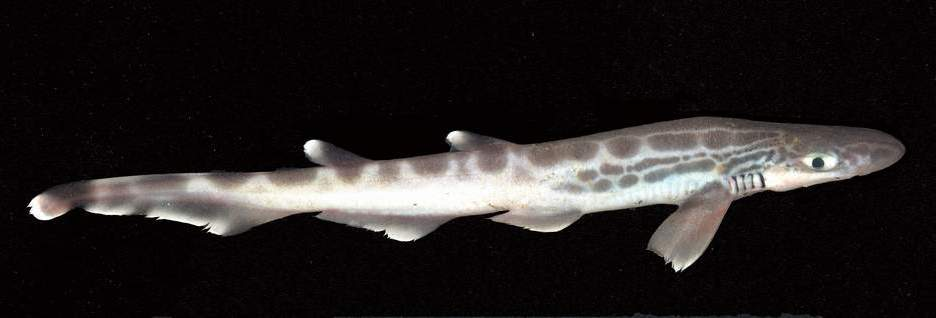
Galeus melastomus
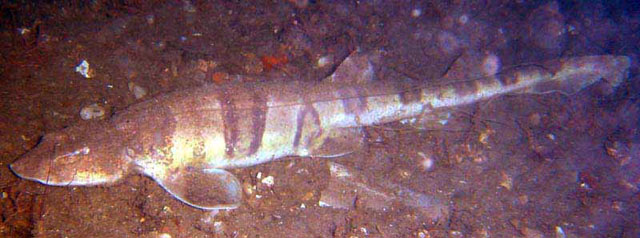
Halaelurus natalensis
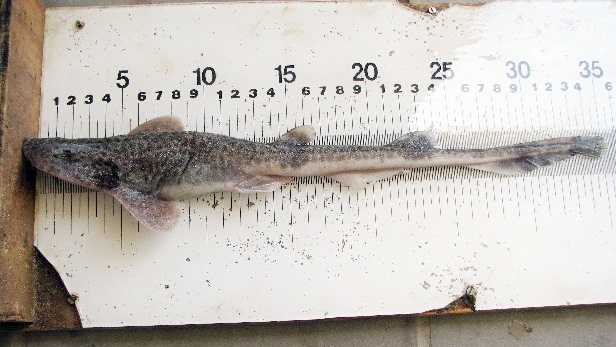
Holohalaelurus regani
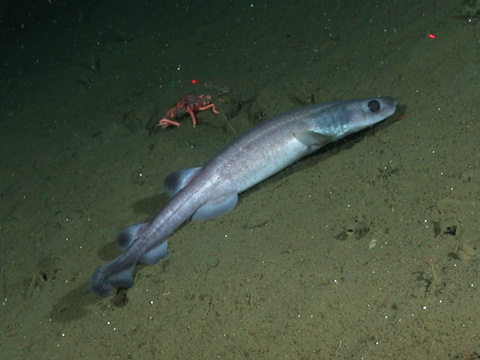
Parmaturus xaniurus
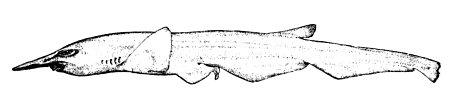
Pentanchus profundicolus